# Étienne de Silhouette
Étienne de Silhouette (Limoges, 5 luglio 1709 – Bry-sur-Marne, 20 gennaio 1767) è stato un politico e funzionario francese.

## Biografia
Fu cancelliere della casa di Orléans, poi controllore generale delle finanze di Luigi XV nel 1759.
Fu lui a inventare l'imposta sui segni esteriori di ricchezza (imposta sulle porte e finestre). Volle restaurare le finanze tassando i privilegiati e i più ricchi. Divenne così impopolare che il suo nome fu associato a ciò che era meschino o incompiuto, evocando lo stato nel quale le sue misure riducevano coloro che ne erano toccati.
Furono anche detti « à la Silhouette » i pantaloni senza tasca per il denaro, così come i ritratti realizzati al tratto e poi ritagliati seguendo l'ombra del viso, secondo la moda dell'epoca.
Ha egualmente tradotto in francese numerose opere di Alexander Pope e di William Warburton (The Alliance between Church and State, 1736, tradotto sotto il titolo Dissertations sur l'Union de la Religion, de la Morale, et de la Politique, 1742) così come di Baltasar Gracián.